# Жокера: Лудост за двама
„Жокера: Лудост за двама“ (на английски: Joker: Folie à Deux) е американски музикален психологически трилър от 2024 г., базиран на едноименния герой от „Ди Си Комикс“, и е продължение на „Жокера“ (2019). Режисьор е Тод Филипс, който е съсценарист със Скот Силвър. Главната роля отново се изпълнява от Хоакин Финикс, а Лейди Гага е в ролята на Харли Куин.
Премиерата на филма се състои в 81-ия международен филмов фестивал във Венеция на 4 септември 2024 г., където се състезава за „Златен лъв“, и излиза по кината в чужбина на 2 октомври 2024 г., и в САЩ на 4 октомври 2024 г. от „Уорнър Брос Пикчърс“ два дни по-късно.
Филмът получава ниски оценки от критиката и зрителите, а анализаторите определят представянето на Жокера във втория филм като умишлено обратното на това, което зрителите желаят и очакват да видят. 

## Актьорски състав
- Хоакин Финикс – Артър Флек / Жокера[8]
- Лейди Гага – Харлийн „Лий“ Куинзел / Харли Куин[9][10][11][12][13]
- Брендан Глийсън – Джаки Съливан
- Катрин Кийнър – Мариан Стюарт[14]
- Заси Беец – Софи Дюмон[15][16]
- Стив Куган – Пади Мейърс, популярен телевизионен водещ, който интервюрира Артър в Акрам.[17]
- Хари Лоути – Харви Дент[18][19]
- Лий Гил – Гари Пъдълс
- Кен Лунг – доктор Виктор Лиу
- Бил Смитрович – съдия Хърман Ротуакс
- Шарън Уошингтън – Дебра Кент, бивш социален работник на Артър
- Джейкъб Лофланд – Рики Мелин[20]

## Продукция
Снимките на филма започват на 10 декември 2022 г. и приключват на 5 април 2023 г.
На 4 август 2022 г. е пуснат първият официален тийзър за филма.